# Lavachilina
Lavachilina is een geslacht van uitgestorven kreeftachtigen uit de klasse van de Ostracoda (mosselkreeftjes).

## Soort
- Lavachilina evae Tinn & Meidla, 2002 †